# Sankt Mikaels och Sankt Georgsorden
Sankt Mikaels och Sankt Georgsorden (engelska: The Most Distinguished Order of Saint Michael and Saint George) är en brittisk statsorden grundad 28 april 1818 av Georg IV av Storbritannien under hans tid som prinsregent för fadern, kung Georg III. Den är namngiven efter två militära helgon, ärkeänglarna Mikael och Sankt Göran.

## Grader
Orden har tre klasser, sorterade i fallande ordning efter rang:
- Knight Grand Cross eller Dame Grand Cross (GCMG)
- Knight Commander (KCMG) eller Dame Commander (DCMG)
- Companion (CMG)

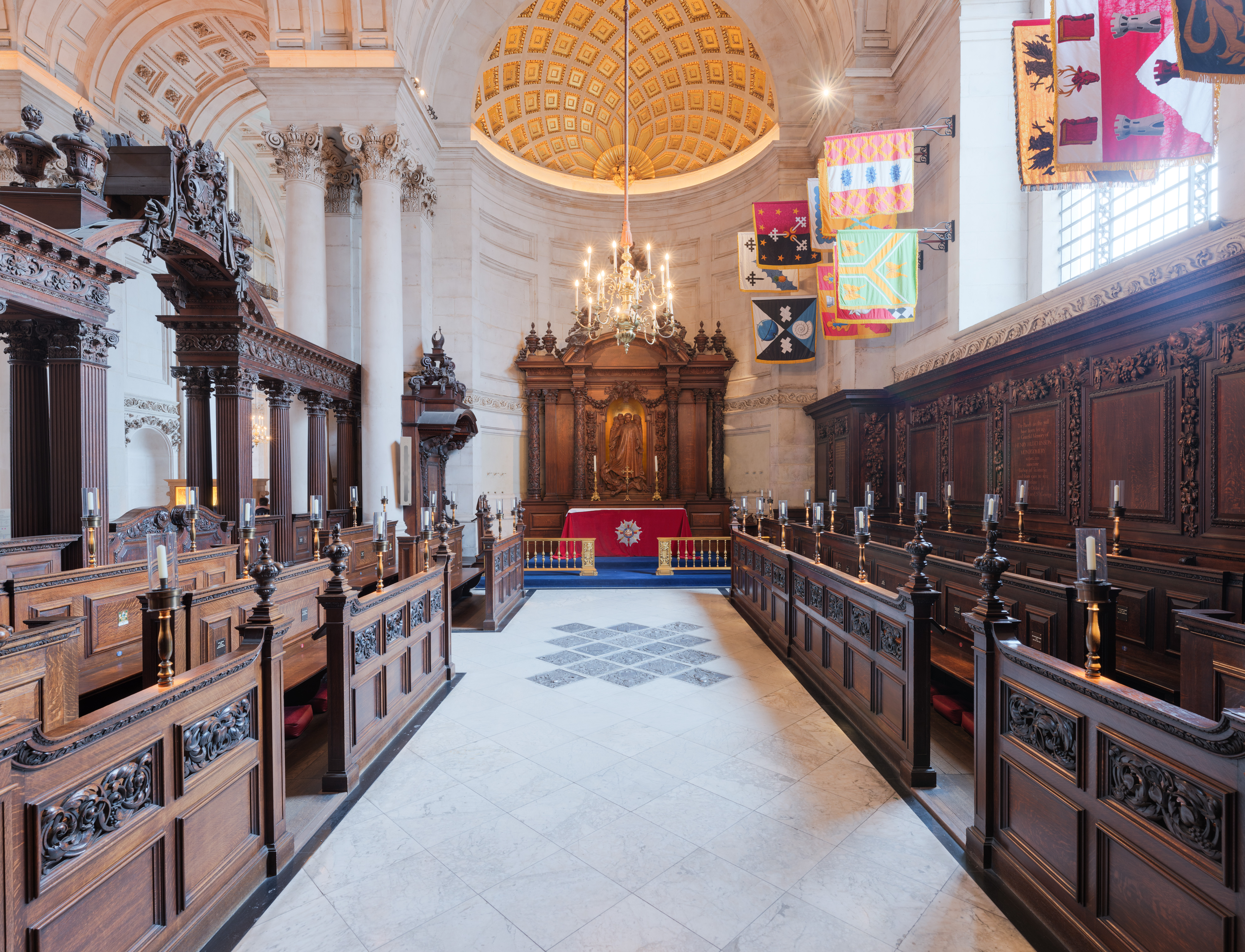
Ordenskapellet i Sankt Paulskatedralen.

Orden utdelas främst till anställda inom det brittiska utrikesdepartementet, generalguvernörer i samväldesriken samt till utländska motsvarigheter (inklusive statschefer, regeringschefer, utrikesministrar och chefer för mellanstatliga organisationer).
Personer tillhörande de två övre klasserna kan använda epitetet sir respektive dame före sitt namn. Hustrun till en dylik sir nyttjar titeln lady (maken till en dame får emellertid ingen motsvarande titel).
Ordenstecknet är ett vitemaljerat sjuarmat kors med krona, i mittskölden ärkeängeln Mikael och i blå ring däromkring devisen Auspicium melioris aevi ("Löfte om bättre tid"). GCMG och KCMG/DCMG bär på bröstet en stjärna. GCMG bär sitt ordenstecken i ett band över axeln. DCMG och kvinnliga CMG bär sitt ordenstecken i en rosett på bröstet. KCMG och manliga CMG bär sitt ordenstecken i band runt halsen. 

## I populärkultur
I ett avsnitt av den brittisk politisk-satiriska TV-serien Javisst, herr minister, menar Sir Humphrey Appleby (Nigel Hawthorne) att förkortningarna av ordens tre klasser i stigande ordning utläses som Call Me God ("Kalla mig Gud"), Kindly Call Me God ("Vänligen kalla mig Gud") och God Calls Me God ("Gud kallar mig Gud").